# Новотомниково

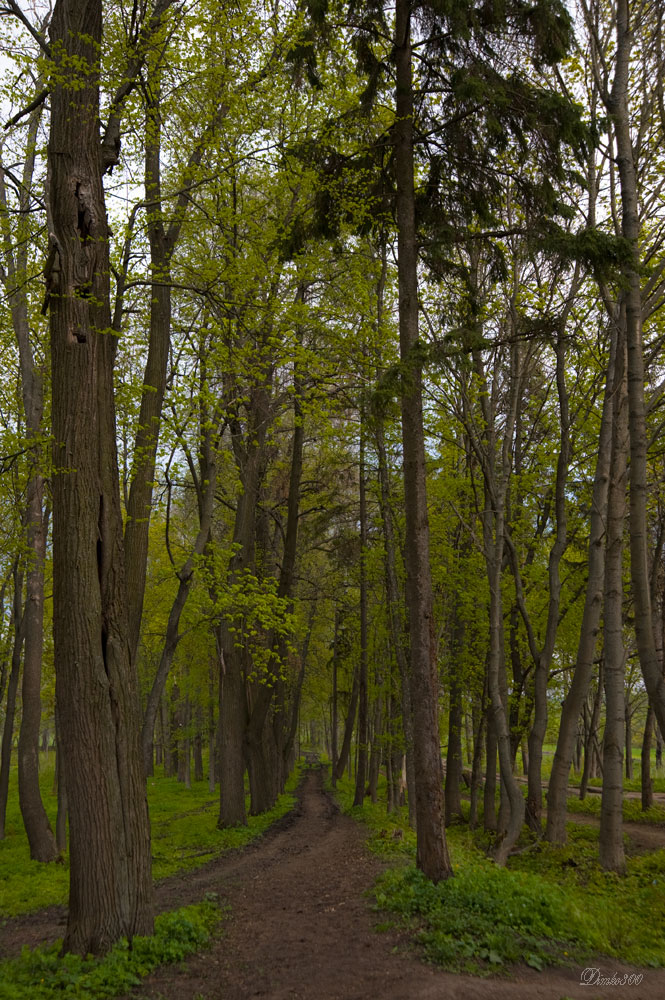
Усадебный парк

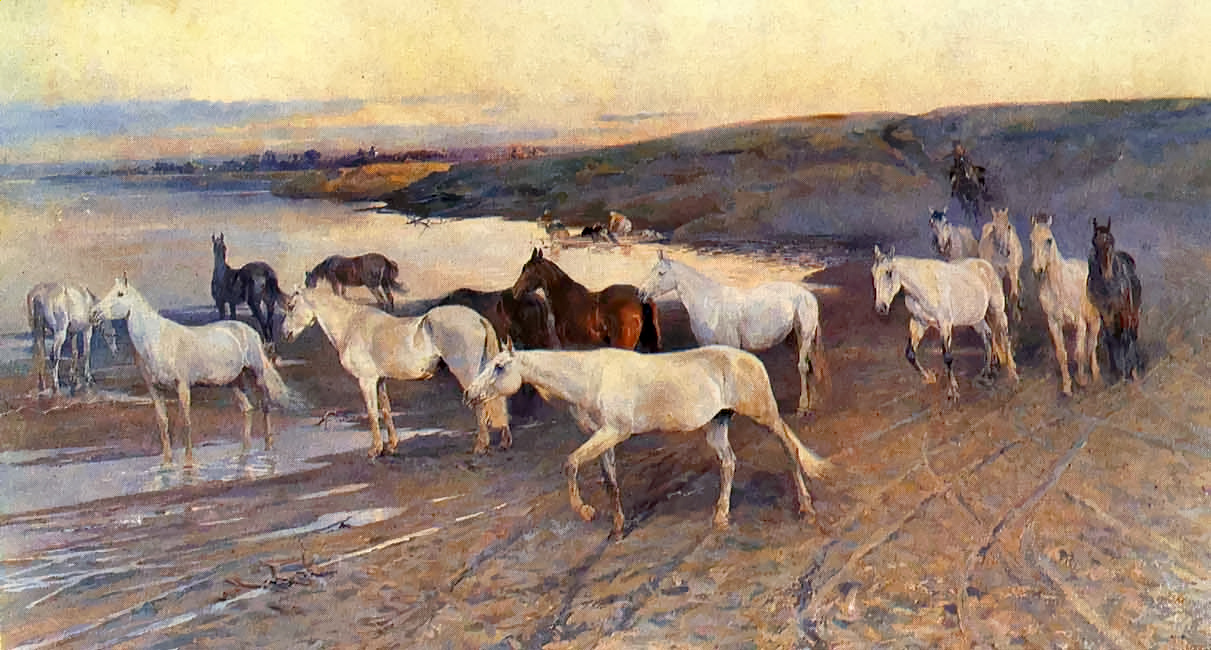
Н. С. Самокиш «Табун маток Ново-Томниковского конного завода». (1890) Научно-художественный музей коневодства РГАУ-МСХА имени К. А. Тимирязева

Новотомниково (Ново-Томниково) — село в Моршанском районе Тамбовской области. Административный центр Новотомниковского сельсовета. Село находится на границе Тамбовской и Рязанской областей рядом с рекой Цна недалеко от автодороги А143 Тамбов — Моршанск — Шацк.
В селе находится единственный полностью сохранившийся в Тамбовской области памятник дворянской архитектуры — усадьба Воронцовых-Дашковых.

## История
В 1767—1779 годах Ново-Томниково упоминается среди владений графа К. Г. Разумовского. В 1807 году у наследников Разумовского Новотомниково с прилегающими землями купила графиня Ирина Ивановна Воронцова.
Развитие Ново-Томниково было связано с созданием здесь в 1859 году конного завода. Одновременно с заводом строилась и усадьба Воронцовых-Дашковых — главный усадебный дом (архитектор — Н. В. Султанов), хозяйственные сооружения, въездные арки, обозначавшие северные границы усадьбы. В 1880—1890 годах на месте яблоневого сада был заложен усадебный парк по проекту российского садовода и дендролога А. Э. Регеля.
В 1886—1889 годах в селе была построена Благовещенская церковь на средства графа И. И. Воронцова-Дашкова в русском стиле московского периода. Изразцовый иконостас был изготовлен в Санкт-Петербурге на заводе М. В. Харламова, роспись выполняли по рисункам архитектора церкви Н. В. Султанова. В 1935 году церковь была закрыта и передана сельсовету. Храм приспособили под пункт хранения зерна. Церковь вернули верующим только в 1946 году.
В конце XIX — начале XX веков Ново-Томниково — село Шацкого уезда Тамбовской губернии с 1800 жителями, волостным правлением, лавками и базарами.
После революции 1917 года усадьба Воронцовых-Дашковых была национализирована и передана в пользование госконезавода № 77. В октябре 1939 года областными властями решено «передать для реставрации и приспособления под лечебное учреждение здание новотомниковского дворца, находящегося на центральной усадьбе 77 конезавода как ничем не занятого и не использующегося на всем протяжении существования завода» и немедленно приступить к его восстановлению. В течение XX века профиль лечебных учреждений, располагавшихся в главном усадебном доме, неоднократно менялся: сначала это был детский туберкулезный, после 1970-х годов — детский астматический санаторий. Второй особняк, построенный за несколько лет до революции, был предоставлен новотомниковской школе. В декабре 1979 года решением Тамбовского облисполкома № 513 ансамбль усадьбы Воронцовых-Дашковых (дома, конюшни, церковь, часовня, въездные ворота и парк) признан памятником архитектуры.

## Достопримечательности
- Усадьба Воронцовых-Дашковых — главный усадебный дом, второй усадебный дом, здание конюшни, склеп, въездные пилоны[6]

- Благовещенская церковь 1890 г.
- Парк конца XIX в.

## Известные жители
- Владимир Иванович Аладинский (1901—1971) — советский военный деятель, генерал-лейтенант авиации.
- Илларион Иванович Воронцов-Дашков (1837—1916) — русский государственный и военный деятель, министр императорского двора и уделов (1881—1897), председатель Красного Креста (1904—1905), наместник на Кавказе (1905—1916), один из крупнейших землевладельцев России.
- Евгений Петрович Маслин (1937—2022) — российский военачальник, генерал-полковник.
- Михаил Иванович Синюков (1924—1996) — советский учёный в области экономики и организации сельского хозяйства, доктор экономических наук, профессор, академик ВАСХНИЛ, Герой Социалистического Труда (1990).